# 住友集团
住友集团（日语：／ Sumitomo Gurūpu */?），是日本一个企业联合体，由原住友财阀解体后的公司共同组成的一个松散企業联盟。

## 歷史

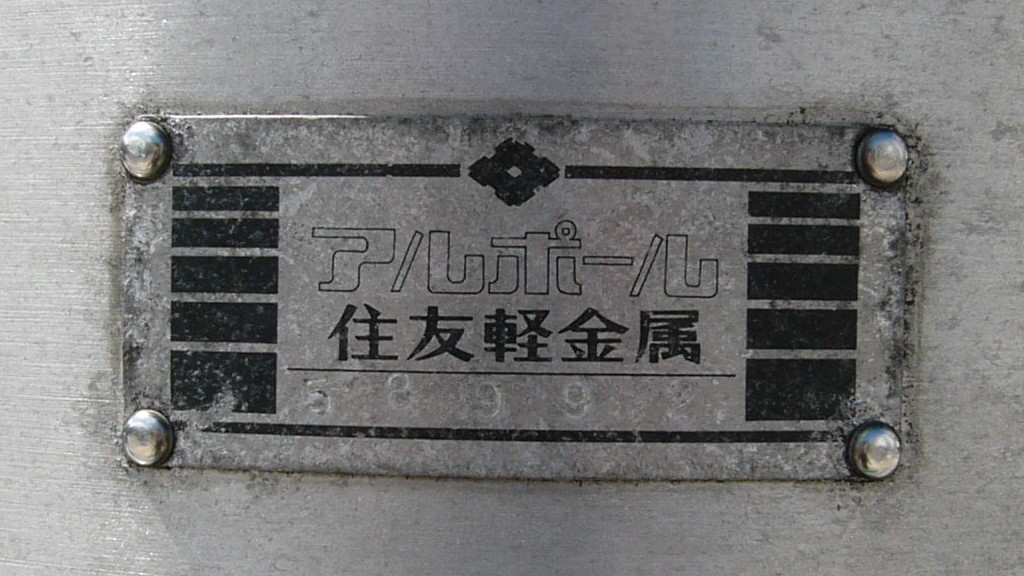
住友輕金屬產品上的一塊銘牌

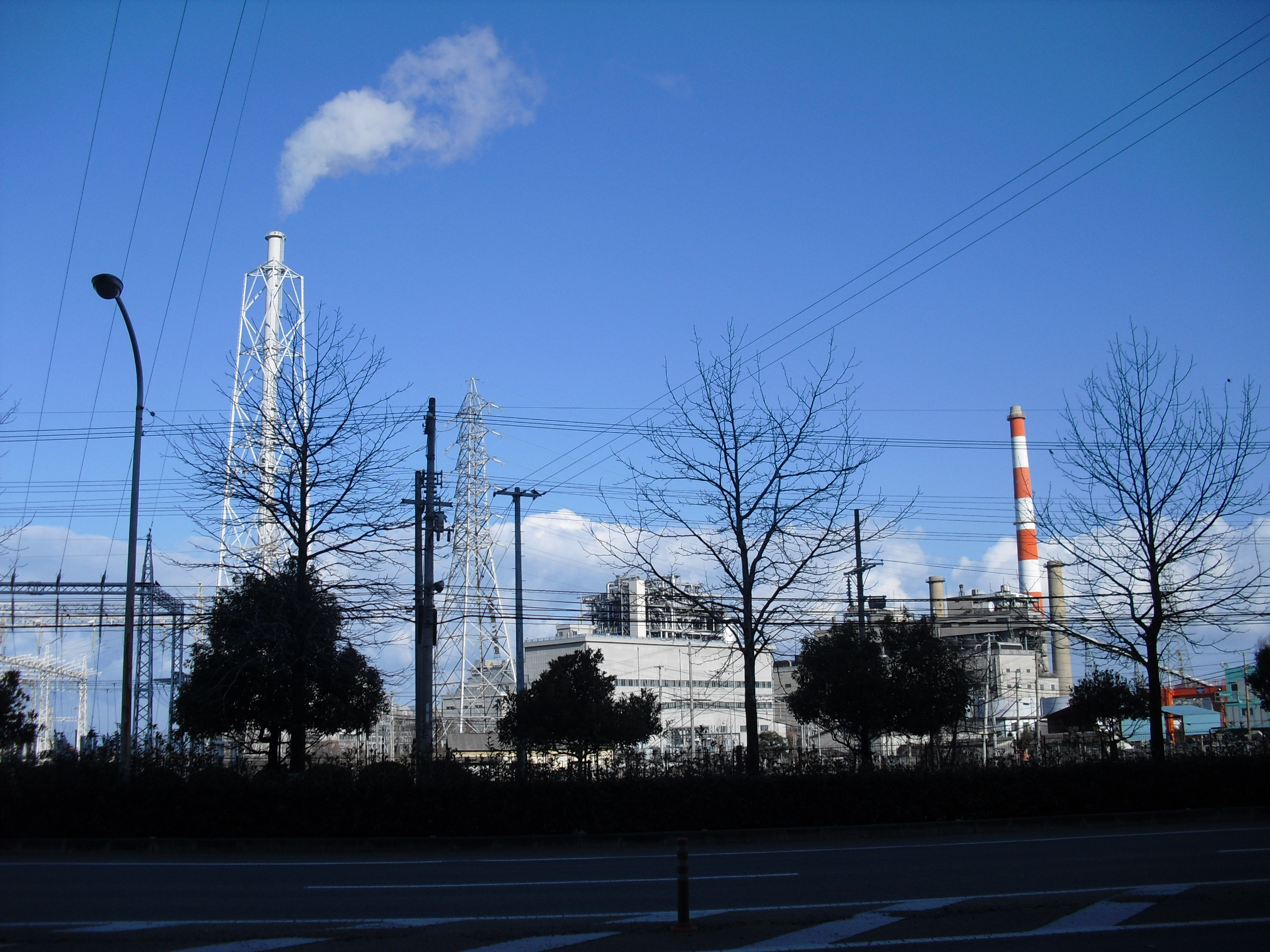
住友金屬的工廠

住友集團的前身住友财阀發祥于約400年前，由日本安土桃山時代出生的商人住友政友創立。當時住友政友在京都興辦一個名爲『富士屋』的小型雜貨店，其後一個偶然的機會，住友的妹夫苏我理右卫门學會了當時最先進的西洋冶煉銅技術，並於1590年創立了住友金屬矿山前身的煉銅工房，是爲住友财阀的起點。
當時日本雖然擁有豐富的銅礦石儲藏，但只有原來的成品率較低的製造工序，所以只能生產出品質低下的產品。由於當時的住友家能夠獲得「首創者利潤」，先進的冶煉銅技術為住友以後的發展奠定基礎。在住友政友離世后，後任的住友家家主于1691年向江戶幕府申請開采位於伊予国的别子铜山，其後280多年間從此礦中產出約70万噸的銅，為世上產量最大的銅礦之一。而住友家亦從此礦獲得了豐厚的利潤，並打下了住友財閥的基礎。
到了明治時代，住友家為了製造和維修冶銅時所需要的機械設備，設立了機械製造所，它成為今日的住友重工的前身；另又以生產工藝的副產品硫酸氣作為原料，住友開始生產肥料，成為住友化學的起源。住友又為了籌措資金加以運用而設立銀行，為了供應電力設立發電廠，進而擴展到煉鋼、玻璃、水泥、電線、電機、通信、鋁、建設、保險等行業，逐漸成長爲戰前日本四大財閥之一。

## 財閥集體與集團的重建

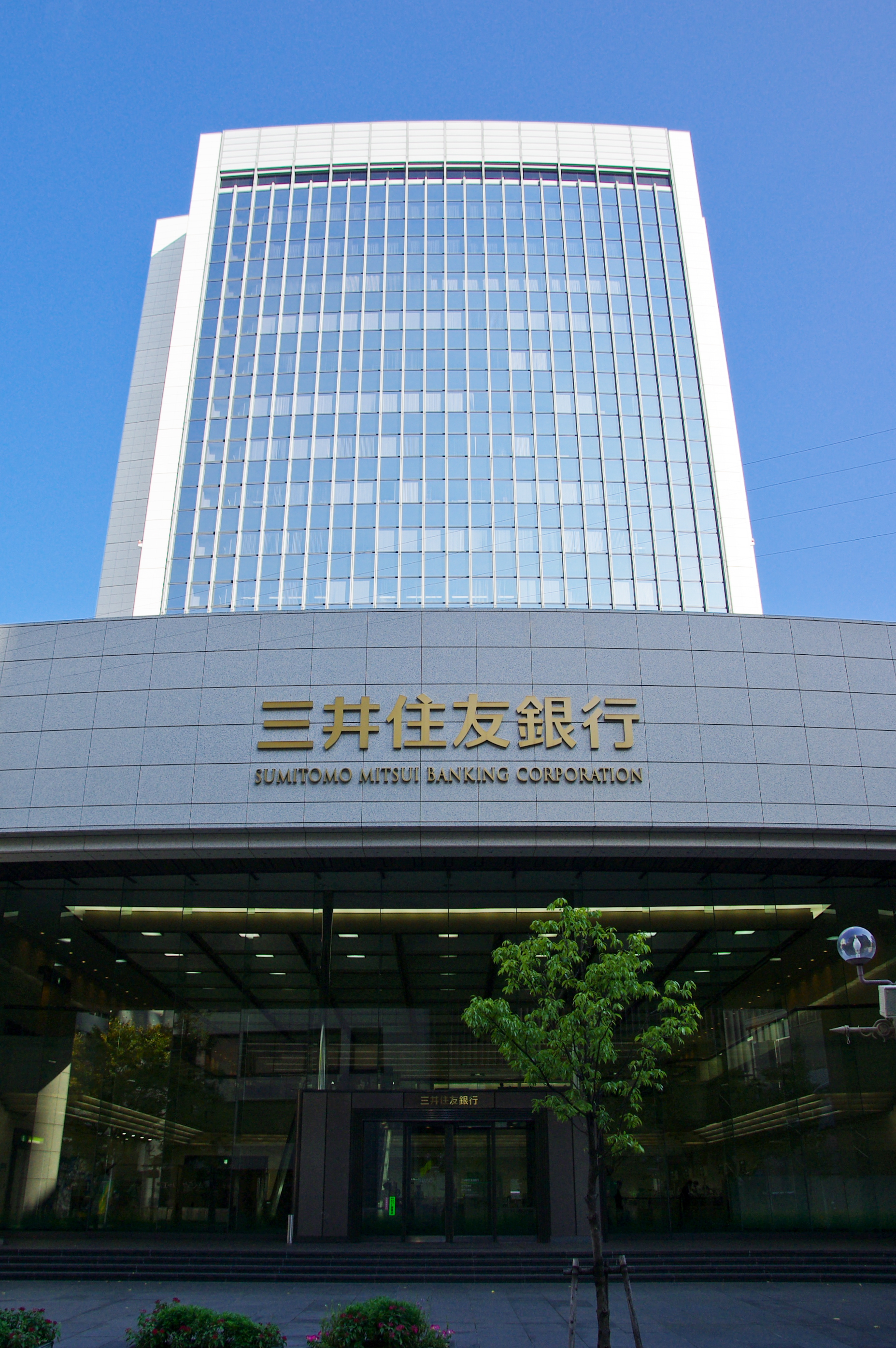
住友銀行(→現時的三井住友银行)

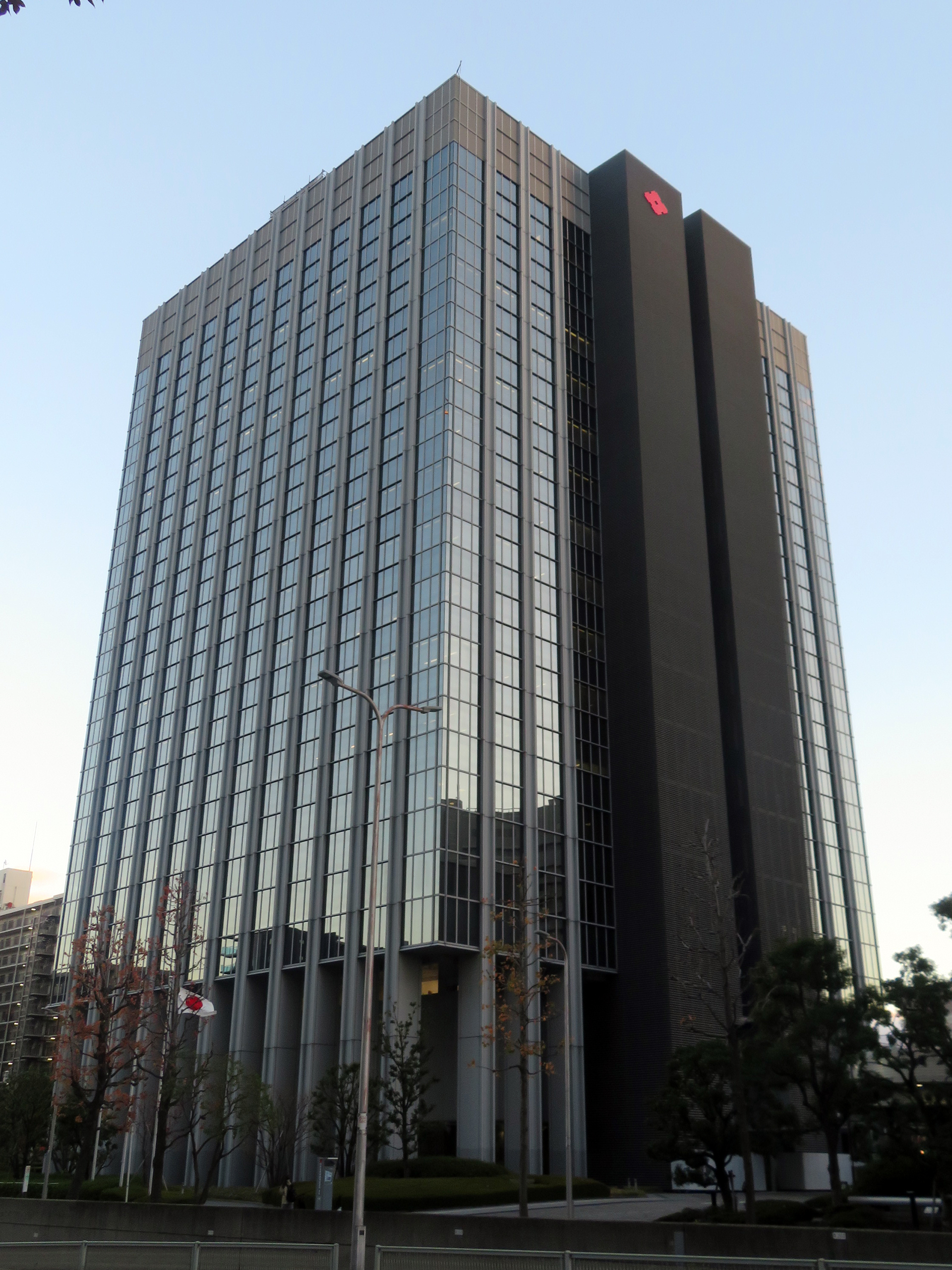
住友生命保保險總部

與二戰前其他的日本財閥一樣，住友財閥也在戰後被驻日盟军总司令部勒令解散。其後于1949年，爲了重新在住友系企業之間建立聯繫，由前住友財閥直系的12家企業社長牽頭建立了白水会。在成立初期，爲了避過GHQ的懷疑，白水会保持秘密活動，一直到了1950年代初期才正式公開。旧住友財閥系的企業在大部分在戰後都重新加入了住友集團，而這些企業的營業額總值在高峰時期曾經佔了日本GDP的10%。另外，舊住友家的不動産資産大多由住友不動産繼承，而其他資産則由住友商事接手。
在傳統上，與被譽爲「組織的三菱」和「人的三井」相比，住友集團則被譽爲「團結的住友」，集團内各企業的向心力强大，也使住友系的企業能在戰後比其他財閥更快的確立指導体制，並迅速恢復團結。
住友集團建立初期，核心企業為住友銀行、住友金屬工業（現已因與新日本製鐵合并而離開本集團）及住友化学三家企業，被稱爲「住友御三家」。而近年隨著各家企業的合并及業務變化，前述的三家企業被住友商事、住友電氣工業及NEC取代，並誕生了「住友新御三家」的稱號。除此之外，以住友金屬礦山爲首，住友化学、住友重機械工業、住友林業等住友家嫡流企業仍然在集團中擁有一定的發言權。
自2001年住友銀行與三井系的櫻花銀行合并組成了三井住友銀行起，近年住友集團在各個行業與三井集團展開了廣泛的合作。如保險業的三井住友海上，建築業的三井住友建設，咨詢業的日本総合研究所等企業皆爲兩個集團的合作成果。但同時，也有像住友化学和三井化学那樣合并失敗的例子。
值得一提的是，與在明治初期就把集團總部設在東京的三菱集團與三井集團相比，住友集團的企業大部分堅持扎根于大阪，直到現代仍然有相當一部分的企業把公司總部設于大阪。在大阪市中央区CBD，以住友大廈為中心附近的辦公大樓，大部分皆爲住友集團企業總部，至使該區域甚至被稱爲「住友村」。而住友集團也因此被視爲是日本關西地區企業的代表。

## 住友集團主要企業
由於住友集團的企業數目龐大，此處只列出住友集團広報委員会（33家）及白水会（19家）的成員企業。
| 企業名                    | 所屬團體           | 所屬團體 | 備考 |
| 企業名                    | 住友集團広報委員会 | 白水会   | 備考 |
| ------------------------- | ------------------ | -------- | ---- |
| 住友大阪水泥              | check              | check    |      |
| 住友金屬礦山              | check              | check    |      |
| 住友精密工業              | check              | -        |      |
| 住友化學                  | check              | check    |      |
| 住友精化                  | check              | -        |      |
| 大日本住友製藥            | check              | check    |      |
| 住友電木（住友培科）      | check              | check    |      |
| 住友重機械工業            | check              | check    |      |
| 住友建機                  | check              | -        |      |
| 住友電氣工業              | check              | check    |      |
| 住友電設                  | check              | -        |      |
| 住友電装                  | check              | -        |      |
| 住友橡膠工業              | check              | check    |      |
| 住友理工                  | check              | -        |      |
| 日新電機                  | check              | -        |      |
| 明電舎                    | check              | -        |      |
| NEC                       | check              | check    |      |
| 日本板硝子                | check              | check    |      |
| 住友林業                  | check              | check    |      |
| 住友不動産                | check              | check    |      |
| 住友倉庫                  | check              | check    |      |
| 住友商事                  | check              | check    |      |
| SCSK                      | check              | -        |      |
| 住友三井Auto Service      | check              | -        | ※    |
| 三井住友建設              | check              | check    | ※    |
| 三井住友海上火災保険      | check              | check    | ※    |
| 三井住友銀行              | check              | check    | ※    |
| 三井住友Finance and Lease | check              | -        | ※    |
| 三井住友信用卡            | check              | -        | ※    |
| SMBC日興証券              | check              | -        | ※    |
| SMBC信託銀行              | check              | -        | ※    |
| 日本総合研究所            | check              | -        | ※    |
| 三井住友信託銀行          | check              | check    | ※    |
| 住友生命保險              | check              | check    |      |

備考欄説明：
- 粗體字為住友軍團的核心企業。
- 「※」的企業同時為三井集團的成員。